# Mebeverin
Mebeverin ist ein Darmspasmolytikum, das zu einer Erschlaffung der Muskulatur des Magen-Darm-Bereichs führt und dadurch krampflösend wirkt.
Der Arzneistoff blockiert die Erregungsübertragung von den Nervenfasern des vegetativen Nervensystems auf die Magen-Darm-Muskeln, indem er die dafür zuständigen Botenstoffe aus ihren Bindungsstellen verdrängt. Darüber hinaus wirkt Mebeverin auch direkt in den Muskelzellen. Auf Grund dieser Eigenschaften wird der Wirkstoff Mebeverin hauptsächlich an Patienten mit Reizdarmsyndrom verabreicht. In eine Metaanalyse wurden 23 randomisierte Studien mit 1852 Patienten mit Reizdarmsyndrom einbezogen, in denen ein Relaxans für glatte Muskulatur gegen ein Placebo getestet wurde, fünf von 23 Studien betrafen Mebeverin. Es ergab sich in 56 % der Behandlungsfälle eine allgemeine Verbesserung der Symptomatik, aber auch nach Placebo in 38 % der Fälle (P < 0.001). Eine Verminderung von Bauchschmerzen gaben 53 % der Behandelten und 41 % der Placebogruppe an (P < 0.001). Die starke Wirksamkeit der Placebo-behandelten Pationen spricht für eine psychische Überlagerung bei vielen Patienten mit Reizdarmsyndrom. Unterschiede zwischen verschiedenen Medikamenten (Cimetropium-Bromid, Hyoscin-Butylbromid, Mebeverin, Otilonium-Bromid, Pinaverium-Bromid und Trimebutin) wurden in der Metaanalyse nicht mitgeteilt.
Mebeverin wirkt zudem als FIASMA (funktioneller Hemmer der sauren Sphingomyelinase).

## Handelsnamen
Monopräparate
Colofac (A), Duspatalin (CH,PL), Duspatal (D), Mebemerck (D), Mebeverin dura (D)